# جينيفر بورتون
جينيفر بورتون (بالإنجليزية: Jennifer Burton)‏ هي عارضة وممثلة أمريكية، ولدت في 27 فبراير 1968.

## وصلات خارجية
- جينيفر بورتون على موقع IMDb (الإنجليزية)
- جينيفر بورتون على موقع قاعدة بيانات الفيلم (الإنجليزية)